# Rebekah Del Rio
Rebekah Del Rio, född Coronado den 10 juli 1967 i Chula Vista, Kalifornien, död 23 juni 2025 i Los Angeles, var en amerikansk singer-songwriter. 
Hon är bland annat känd för att ha spelat in en spanskspråkig version av Roy Orbisons låt "Crying", med titeln "Llorando", som hon framförde i en a cappella-version i David Lynchs film Mulholland Drive år 2001. Man har också kunnat höra hennes sångröst på ett flertal filmsoundtracks (däribland Sin City och Man on Fire) och hon framförde en soloversion av "The Star-Spangled Banner" (USA:s nationalsång) i Richard Kellys film Southland Tales. Del Rio framförde låten "No Stars" i slutet av del 10 av Twin Peaks: The Return.
Del Rio avled i sitt hem i Los Angeles måndagen den 23 juni 2025, 57 år gammal. Mindre än två veckor innan sin bortgång, så hade hon uppträtt live på ett välgörenhetsevenemang i samband med en visning av Mulholland Drive, som ägde rum i Los Angeles.
Hon hade en son, född 1986, som gick bort i cancer, 23 år gammal.